# Родина, Нина Андреевна
Нина Андреевна Родина (23.05.1932-13.05.2011) — российский учёный в области генетики, селекции и семеноводства зерновых культур, член-корреспондент РАСХН (1990).

## Биография
Родилась в г. Керки Туркменской ССР. Окончила Московскую сельскохозяйственную академию им. К. А. Тимирязева (1955).
- 1955—1960 старший научный сотрудник, заведующая группой серых хлебов Фаленской селекционной станции,
- 1961—1970 старший научный сотрудник Кировского СХИ и НИИ сельского хозяйства Северо-Востока им. Н. В. Рудницкого.
- 1971—2002 заведующая лабораторией селекции и первичного семеноводства ячменя, одновременно председатель секции зернофуражных культур Отделения растениеводства РАСХН, председатель методической комиссии Северо-Восточного селекцентра (1971—2001), руководитель Северо-Восточного селекцентра (1993—1997).
- 2003—2011 главный научный сотрудник лаборатории селекции и первичного семеноводства ячменя Зонального НИИ сельского хозяйства Северо-Востока им. Н. В. Рудницкого.

Специалист в области генетики, селекции и семеноводства зерновых культур, доктор сельскохозяйственных наук (1980), член-корреспондент РАСХН (1990).
Автор 10 районированных сортов ярового ячменя. Разработчик методических рекомендаций по селекции ячменя на устойчивость к болезням и кислым почвам.
Заслуженный деятель науки Российской Федерации. Изобретатель СССР. Награждена орденами Трудового Красного Знамени и Октябрьской Революции, медалью «Ветеран труда», медалями ВДНХ.
Получила 9 авторских свидетельств и 6 патентов на изобретения.
Публикации:
- Ячмень / НИИСХ Северо-Востока им. Н. В. Рудницкого. — Киров: Волго-Вят. кн. изд-во. Киров. отд-ние, 1975. — 56 с. — (Наука — пр-ву).
- Методические рекомендации по селекции ячменя на устойчивость к болезням и их применение в НИИСХ Северо-Востока им. Н. В. Рудницкого / соавт. З. Г. Ефремова; НИИСХ Северо-Востока. — М., 1986. — 78 с.
- Возделывание пивоваренного ячменя. — Киров 2003. — 104 с.
- Ячмень на севере / соавт.: Т. К. Головко и др.; Зон. НИИСХ Северо-Востока им. Н. В. Рудницкого и др. — Екатеринбург: УроРАН, 2004. — 155 с.
- Селекция ячменя на Северо-Востоке Нечерноземья / Зон. НИИСХ Северо-Востока им. Н. В. Рудницкого. — Киров, 2006. — 486 с.